# Окінка
Окі́нка — річка в Україні, в межах Маневицького району Волинської області. Ліва притока Стиру (басейн Прип'яті).

## Опис
Довжина 28 км. Площа водозбірного басейну 293 км². Похил річки 0,26 м/км. Долина маловиразна, завширшки до 3 км. Заплава заболочена, завширшки до 2 км. Річище майже на всій протяжності розширене і поглиблене (пересічна глибина 1,5 м). Використовується як магістральний канал осушувальної системи, для водопостачання. 

## Розташування
Окінка бере початок біля села Оконська. Тече переважно на схід (частково — на південний схід). Впадає до Стиру на південь від села Старий Чорторийськ. 
Основна притока: Чернявка (ліва).

## Цікаві факти
- У верхів'ях річки розташована пам'ятка природи — Оконські джерела.